# Karaboula
Le Karaboula (en russe : Карабула) est une rivière de Russie qui coule dans l'oblast d'Irkoutsk et le krai de Krasnoiarsk en Sibérie orientale. C'est un affluent de l'Angara en rive gauche, donc un sous-affluent de l'Ienisseï. 

## Géographie
Le bassin versant du Karaboula a une superficie de 4 850 km2 (surface de taille équivalente à celle du département français de la Haute-Loire ou encore un peu inférieure à  celle du canton suisse de Valais). Son débit moyen à l'embouchure est de 13 m3/s. La rivière présente des crues annuelles au printemps, en mai-juin. La période d'étiage se déroule en hiver. 
Le Karaboula naît dans l'oblast d'Irkoutsk, en pleine taïga inhabitée, 250 kilomètres à l'ouest de la ville d'Oust-Ilimsk, sur le plateau de l'Angara, partie méridionale du vaste plateau de Sibérie centrale. La rivière traverse des régions couvertes de taïga et fort peu peuplées. Elle coule grosso modo du sud-est vers le nord-ouest. Après un parcours de quelque 210 kilomètres, elle finit par se jeter dans l'Angara en rive gauche, une trentaine de kilomètres en aval de la localité de Bogoutchany (barrage de Bogoutchany) près de la ville de Kodinsk, sur le territoire du krai de Krasnoiarsk. 
Le Karaboula est habituellement pris par les glaces depuis la deuxième quinzaine d'octobre ou la première quinzaine de novembre, jusqu'à la fin du mois d'avril ou au début du mois de mai.
Dans son cours inférieur, la rivière est longée sur une cinquantaine de kilomètres par la voie ferrée allant de Nijnaïa Poïma au sud sur le BAM, vers Bogoutchany et son barrage au nord.

## Hydrométrie - Les débits mensuels à Karaboula
Le débit du Karaboula a été observé pendant 40 ans (durant la période 1951-1990) à Karaboula, petite localité située à 73 kilomètres de son confluent avec l'Angara et à une altitude de 181 mètres. 
Le débit inter annuel moyen ou module observé à Karaboula sur cette période était de 11,1 m3/s pour une surface drainée incluse dans l'observation de 4 190 km2, soit plus ou moins 85 % de la totalité du bassin versant de la rivière qui en compte 4 850.
La lame d'eau écoulée dans le bassin atteint ainsi le chiffre de 83 millimètres par an, ce qui peut être considéré comme médiocre, mais correspond aux mesures effectuées sur les autres cours d'eau de la région. 
Cours d'eau alimenté avant tout par la fonte des neiges, le Karaboula a un régime nivo-pluvial. 
Les hautes eaux se déroulent au printemps, en mai et au début du mois de juin, ce qui correspond au dégel et à la fonte des neiges. Dès le mois de juin, le débit baisse fortement, et cette baisse se poursuit en juillet-août. Il reste cependant soutenu tout au long du reste de l'été et de l'automne, à un niveau modéré.
Au mois de novembre, le débit de la rivière faiblit à nouveau, ce qui constitue le début de la période des basses eaux. Celle-ci a lieu de novembre à avril. 
Le débit moyen mensuel observé en mars (minimum d'étiage) est de 0,89 m3/s, soit à peine un peu plus de 1 % du débit moyen du mois de mai (72,0 m3/s), ce qui souligne l'amplitude extrême des variations saisonnières.
Ces écarts de débit mensuel peuvent être plus marqués encore d'après les années : sur la durée d'observation de 40 ans, le débit mensuel minimal a été de 0,08 m3/s en mars 1969 (80 litres), tandis que le débit mensuel maximal s'élevait à 121 m3/s en mai 1959.
En ce qui concerne la période estivale, libre de glaces (de mai à septembre inclus), le débit minimal observé a été de 1,82 m3/s en août 1979, ce qui implique des étiages d'été assez sévères.  